# Pete Newell Big Man Award
El Pete Newell Big Man Award es un premio concedido por la Asociación Nacional de Entrenadores de Baloncesto desde 2000. Lo recibe el mejor jugador interior de cada temporada de la NCAA. El premio es nombrado en honor a Pete Newell, el legendario entrenador que dirigió el famoso campo de entrenamiento Pete Newell Big Man Camp para pívots y aleros desde 1976 hasta su muerte en 2008.

## Ganadores
| *           | Galardonado con el premio al mejor jugador nacional del año: Sporting News; Oscar Robertson Trophy; Associated Press; NABC; Naismith; Wooden |
| Jugador (X) | Indica el número de veces que el jugador ha sido galardonado con el premio Pete Newell Big Man en ese momento                                |

| Temporada | Jugador           | Universidad  | Curso     | Referencia |
| --------- | ----------------- | ------------ | --------- | ---------- |
| 1999–00   | Marcus Fizer      | Iowa State   | Junior    |            |
| 2000–01   | Jason Collins     | Stanford     | Senior    |            |
| 2001–02   | Drew Gooden       | Kansas       | Junior    |            |
| 2002–03   | David West        | Xavier       | Senior    |            |
| 2003–04   | Emeka Okafor      | Connecticut  | Junior    |            |
| 2004–05   | Andrew Bogut      | Utah         | Sophomore |            |
| 2005–06   | Glen Davis        | LSU          | Sophomore |            |
| 2006–07   | Greg Oden         | Ohio State   | Freshman  |            |
| 2007–08   | Michael Beasley   | Kansas State | Freshman  |            |
| 2008–09   | Blake Griffin     | Oklahoma     | Sophomore |            |
| 2009–10   | Greg Monroe       | Georgetown   | Sophomore |            |
| 2010–11   | JaJuan Johnson    | Purdue       | Senior    |            |
| 2011–12   | Anthony Davis     | Kentucky     | Freshman  |            |
| 2012–13   | Mason Plumlee     | Duke         | Senior    |            |
| 2013–14   | Patric Young      | Florida      | Senior    |            |
| 2014–15   | Jahlil Okafor     | Duke         | Freshman  |            |
| 2015–16   | Jakob Pöltl       | Utah         | Sophomore |            |
| 2016–17   | Caleb Swanigan    | Purdue       | Sophomore |            |
| 2017–18   | Marvin Bagley III | Duke         | Freshman  |            |
| 2018–19   | Ethan Happ        | Wisconsin    | Senior    |            |
| 2019–20   | Luka Garza        | Iowa         | Junior    | [ 1 ]      |
| 2020–21   | Luka Garza (2)    | Iowa         | Senior    | [ 2 ]      |
| 2021–22   | Oscar Tshiebwe    | Kentucky     | Junior    | [ 3 ]      |
| 2022–23   | Zach Edey         | Purdue       | Junior    | [ 4 ]      |
| 2023–24   | Zach Edey (2)     | Purdue       | Senior    | [ 5 ]      |
| 2024–25   | Johni Broome      | Auburn       | Senior    | [ 6 ]      |

## Ganadores por universidad
| Universidad  | Ganadores | Años             |
| ------------ | --------- | ---------------- |
| Duke         | 3         | 2013, 2015, 2018 |
| Purdue       | 3         | 2017, 2023, 2024 |
| Iowa         | 2         | 2020, 2021       |
| Kentucky     | 2         | 2012, 2022       |
| Utah         | 2         | 2005, 2016       |
| Auburn       | 1         | 2025             |
| Florida      | 1         | 2014             |
| Georgetown   | 1         | 2010             |
| Iowa State   | 1         | 2000             |
| Kansas       | 1         | 2002             |
| Kansas State | 1         | 2008             |
| LSU          | 1         | 2006             |
| Ohio State   | 1         | 2007             |
| Oklahoma     | 1         | 2009             |
| Stanford     | 1         | 2001             |
| Wisconsin    | 1         | 2019             |
| Xavier       | 1         | 2003             |